# Йостердалелвен
Йостердалелвен (на шведски: Österdalälven) е река в централната част на Швеция (провинция Даларна), лява съставяща на Далелвен, вливаща се в Ботническия залив на Балтийско море. Дължина 300 km, площ на водосборния басейн 12 430 km².

## Географска характеристика
Река Йостердалелвен изтича от южния ъгъл на планинското езеро Воншен, разположено на 782 m н.в., в южната част на Скандинавските планини, на границата с Норвегия. По цялото си протежение тече в югоизточна посока предимно в тясна и дълбока долина с високи и стръмни брегове през проточните езера Хедфьорден, Трангслешон, Силян и др. и образува множество бързеи, прагове и малки водопади. При град Лександ изтича от южния ъгъл на езерото Силян и след около 25 km, при градчето Юрос, на 150 m н.в. се слива с идващата отдясно река Вестердалелвен и двете заедно дават началото на река Далелвен, която се влива в ютозападната част на Ботническия залив на Балтийско море.
Водосборният басейн на река Йостердалелвен обхваща площ от 12 430 km², което представлява 42,93% от водосборния басейн на река Далелвен и малка част от него се намира на норвежка територия. Речната ѝ мрежа е едностравнно развита, с повече и по-дълги леви притоци и почти отсъстващи десни. На североизток водосборният басейн на Йостердалелвен граничи с водосборния басейн на река Юснан, вливаща се в Балтийско море, на югоизток – с модосборния басейн на река Рун (ляв приток на Далелвен), на югозапад – с водосборния басейн на река Вестердалелвен (дясна съставяща на Далелвен), я на северозапад – д водосборния басейн на река Гьотаелвен (от басейна на Балтийско море). Основни притоци: Рутеелвен и Уреелвен (леви).
Йостердалелвен има предимно снежно подхранване с ясно изразено пролетно-лятно пълноводие (от април до вай) и зимно маловодие. През зимата замръзва за период от 3 – 4 месеца.

## Стопанско значение, селища
По течението ѝ са изградени няколко малки ВЕЦ-а (най-голям Трангслет). Част от водите ѝ се използват за битово и промишлено водоснабдяване. Най-големите селища разположени по течението ѝ са градовете: Мура, Лександ и Юрос.

## Легенда
В книгата си Чудното пътуване на Нилс Холгерсон през Швеция, Селма Лагерльоф отделя цяла глава на Далелвен и предава една легенда: Стурон (Storån, Голям поток) и Фюлюелвен (Fuluälven/Fulan) решили да се състезават. Първоначално като потоци се изказвали презрително един за друг, но при срещата си като големи реки се изказали с такова възхищение един за друг, че решили да се слеят. За да не се откажат от имената си и да приемат името на другата, двете реки решили да изберат ново име (Далелвен) и да се преименуват съответно на Йостердалелвен и Вестердалелвен.